# Foaie pentru minte, inimă și literatură
Foaie pentru minte, inimă și literatură a fost o revistă românească cu caracter cultural, supliment al Gazetei de Transilvania, apărută la Brașov între 2 iulie 1835 și 24 februarie 1865 (cu unele întreruperi).
La 1 ianuarie 1838 a apărut sub denumirea Foaie literară, ca la 2 iulie să revină la denumirea completă.
A fost condusă de George Barițiu, iar începând cu 1850 de Iacob Mureșianu. Publicația a avut un mare rol în dezvoltarea culturii românești progresiste. În paginile ei au fost dezbătute, dintr-un unghi de vedere în general iluminist, chestiuni ca: emanciparea culturală și politică a poporului român, ridicarea lui economică, rolul educativ și cetățenesc al teatrului, necesitatea unei bune organizări a învățământului, lupta pentru unitatea și cultivarea limbii și pentru propășirea literaturii originale, stimularea culegerilor folclorice, etc. 
Revista a dus o îndrăzneață campanie împotriva despotismului, în numele ideilor generoase, și a salutat cu entuziasm revoluția de la 1848. Au colaborat la ea personalități din toate provinciile locuite de români: Ion Heliade-Rădulescu, Ion Ghica, Cezar Bolliac, Dimitrie Bolintineanu, Alecu Russo, Costache Negruzzi, Ion Ionescu de la Brad, Andrei Mureșanu, iar difuzarea ei peste munți s-a realizat de librarul Iosif Romanov din București.

## Evoluția aparițiilor editoriale
„Foaie pentru minte, inimă și literatură”, al cărui prim număr apare la Brașov, pe 1 ianuarie 1838 este publicată, în mod continuu, până pe 7 martie 1849, când este întreruptă publicarea, din cauza ocupării Brașovului de către trupele revoluționare maghiare.
După o pauză de 9 luni, va fi reluată publicarea ei, pe 5 decembrie 1949, dar numai pentru două luni, fiind suspendată în februarie 1850 de comandatura militară habsburgică (ultimul număr e din 13 februarie 1850).
După o jumătate de an, i se dă o nouă autorizație, sub o nouă conducerea, cea a lui Iacob Mureșianu, primul număr din această nouă serie, fiind publicat la 9 septembrie 1850. Această nouă serie nu se mai bucură de prestigiul din perioada de început a revistei. Chiar dacă apare normal (adică săptămânal), cuprinsul este mai redus și revista are pagini mai puține.
În perioada 1856-1857, „Foaie pentru minte, inimă și literatură” a fost în pericol de dispariție. Astfel în anul 1857, au apărut doar 7 numere (totalizând 28 de pagini).
Din 1858, revista se va reorganiza destul de bine, dar nu pentru mult timp, deoarece începând din 1863, va intra iarăși într-o perioadă mai dificilă, pentru ca în anul1865 (când au apărut doar 2 numere) să se închidă definitiv. 
Astfel, după 28 de ani de existență (1838-1865), revista „Foaie pentru minte, inimă și literatură” își încetează activitatea.

## Alegerea titlului publicației
Numele său este inspirat de revista de beletristică germană Blätter für Geist, Gemüth und Vaterlandskunde („Foaie pentru spirit, inimă și cunoașterea patriei”) tipărită și editată de Johann Gött, în tipografia sa („Tipografia Johann Gött”) din Brașov.
În ceea ce privește orientarea și cuprinsul revistei, George Barițiu a fost inspirat de principalele periodice românești de la sud de Carpați: „Albina Românească” (proprietar și redactor Gheorghe Asachi) și „Curierul Românesc” (condus de Ion Heliade-Rădulescu), ce se publicau la Iași și, respectiv, la București, încă din anul 1829.

## Contextul social-politic în care apareFoaie pentru minte, inimă și literatură
Supliment al Gazetei de Transilvania, Foaia pentru minte, inimă și literatură reprezintă „vocea bugheziei românești sud-ardelene ajunsă la maturitate, în prima jumătate a secolului al XIX-lea, după cum o dovedește creșterea numărul mare a elementelor sale componente (negustori, meseriași, funcționari, intelectuali) și a rolului lor” în viața comunității. Burghezia română din Transilvania, bucurându-se  de o anumită bunăstare, își dorea, ca prin această publicație, să-și prezinte revendicările și să-și afirme idealurile și năzuințele sale economice și politice.
Un alt aspect important este locul în care a fost publicată Foaia pentru minte, inimă și literatură. Brașovul, situat la poalele Muntelui Tâmpa, avea multe legături social-economice cu Principatele Române, dată fiind și apropierea geografică, ce favoriza și comunitatea de cultură. De altfel, în urma înăbușirii Revoluției lui Tudor Vladimirescu, Brașovul oferea un adăpost sigur protipendadei din Țara Românească, dar și oamenilor de afaceri munteni.
În urma amenajării în jurul Brașovului a unor stațiuni balneare, dintre care cea mai renumită era Vâlcele, tot mai mulți boieri și intelectuali din sudul Carpaților vin aici. Iată ce afirma George Barițiu în ultima sa autobiografie: „de la 1838 [...] apele minerale de la Vâlcele [...], mai târziu cele de la Covasna și apoi de la Zaizon (Zizin) erau cercetare, din an în an, tot mai des de ospeți tot mai mulți și mai aleși din Muntenia: dintre literați - Elid (Heliade) Rădulescu, profesori de drepturi (Florian Aaron, Ion Maiorescu de la Craiova), Nicolae Bălcescu istoricul, poeții Dimitrie Bolintineanu, Cezar Bolliac și Grigore Alexandrescu [...] toți își aveau preste vară locul de convenire (întâlnire), mai vârtos, la Vâlcele, unde mergea și Barițiu cu familia sa, iar după cura de tratament, mai rămâneau câteva zile la Brașov, unde le plăcea. Generațiunile moderne își pot face oareșcare idee despre influența binefăcătoare pe care au putut să o aibă acelea conveniri (întâlniri) anuale ale cărturarilor și politicienilor asupra dezvoltării limbei și literaturii române, cum și asupra ținutei redactorului Gazetei”.

## George Barițiu, primul redactor-șef alFoii pentru minte, inimă și literatură
Născut la 4 iunie 1812 în comuna Jucu de Jos, județul Cluj, George Barițiu era – potrivit istoricului Nicolae Iorga: „fiu al parohului Ioan Pop, care avea drepturi de nemeșie, fiind nobil armalist, cu blason vechiu din vremea Crailor. Între 1820-1824, George învață întâiu în Trascău. Face gimnasiul în Blaj, apoi trece pentru cursul superior la Cluj, unde urmează filosofia la Universitate. [...] Se întoarnă la Blaj unde urmează cursurile mai înnalte de teologie”.
Adus în cetatea Brașovului de intelectualii ardeleni Ioan Barac, translator la Primăria din Brașov, istoricul Vasile Gherman Pop și scriitorul și medicul carantinei din Timiș, Pavel Vasici-Ungureanu, George Barițiu „a fost, cu adevărat, persoana potrivită la locul potrivit, desțelenind ogoare nelucrate de mult, în care a pus o sămânță, neașteptat de fecundă. Vioi, iscoditor, îndreptat spre realitate, cu o minte lucidă și înzestrat cu o mare putere de muncă”, el dorea să întemeieze o publicație săptămânală „spre înmulțirea cunoștințelor folositoare”.
Prima mențiune despre revista brașoveană pe care dorea s-o înființeze, apare, pe 9 decembrie 1837, într-o foaie volantă intitulată Înștiințare literară. Semnată „Ioan Gött, tipăritorul și G. Bariț, redactoru”, ea a fost trimisă cu unul din ultimele numere ale Foii duminecii. George Barițiu anunța că Foaia duminecii își va înceta apariția, locul ei fiind luat de noua publicație.     
Numind-se la început Foaie literară (în perioada decembrie 1837- iulie 1838), revista, care va apărea împreună cu Gazeta de Transilvania va fi redenumită de George Barițiu, cu titlul: Foaie pentru minte, inimă și literatură. Astfel, în manifestul redacțional, publicat pe 2 iulie 1838, el „anunță că, de atunci încolo, cuprinsul va include trei feluri de materiale: pentru minte, inimă și literatură”.

## Iacob Mureșianu, al doilea redactor-șef alFoii pentru minte, inimă și literatură
Suspendată între 7 martie 1849 - 9 septembrie 1850, îdin cauzan urma ocupării Brașovului (pe 7 martie 1849), de către trupele revoluționare maghiare, revistei Foaie pentru minte, inimă și literatură i se va ridica suspendarea și i se va acorda o nouă autorizație (pe 9 septembrie 1850), de către guvernatorul Wohlgemuth, cu obligația ca George Barițiu să își dea demisia.
Referitor la acest aspect, istoricul Vasile Netea afirma: „Ziaristul George Barițiu nevoind să dea ascultare guvernatorului, acesta, pentru a împiedica publicarea materialelor indezirabile a recurs la suspendarea ambelor sale periodice (n.n. Foaie pentru minte, inimă și literatură și Gazeta de Transilvania).”
Astfel, în septembrie 1850, redactor-șef al Foii pentru minte, inimă și literatură a devenit poetul și publicistul Iacob Mureșianu. Acesta și-a manifestat dorința preluării conducerii celor două publicații – Foaie pentru minte, inimă și literatură și Gazeta de Transilvania – printr-o cerere adresată guvernatorului Wohlgemuth la 20 martie 1850.  
Conform documentelor ce se păstrează în Arhiva Mureșenilor de la Brașov, Iacob Mureșianu afirma în cererea adresată lui Wohlgemuth: „Necesitatea publicațiilor se simte atât de adânc la publicul cititor al națiunii române (...) De aceea vă rog pe Excelența Voastră să-mi aprobați redactarea și editarea celor două ziare (n.n. Foaie pentru minte, inimă și literatură și Gazeta de Transilvania)”.       
Perioada de 15 ani (1850-1865), cât Iacob Mureșianu a condus Foaie pentru minte, inimă și literatură a fost foarte grea și dificilă. Astfel Vasile Netea afirma: „La 1 septembrie 1852, a venit de la Viena, o lege de presă acărei asprime te făcea să, de multe ori, ca să dorești cenzura preventivă. Pentru orice se publica răspunderea cădea nu numai pe autor, ci pe toți care participau la publicare, care răspundeau și ei, cu persoana și cu averea lor”.

## ContribuțiaFoii pentru minte, inimă și literaturăla dezvoltarea culturii române
Deși nu s-a ridicat la nivelul renumelui pe care l-a avut „Gazeta de Transilvania“, revista brașoveană „Foaie pentru minte, inimă și literatură“ reține atenția prin influența pe care aceasta a avut-o asupra opiniei social-politice a vremii și prin contribuția sa la îmbogățirea tezaurului culturii românești.
În opinia autorului George Em. Marica, argumente forte sunt:
1. Ocupă primul loc între periodicele beletristice românești ale vremii, în ceea ce privește condițiile materiale ale apariției sale: durată, regularitate, număr mai mare de pagini. Apare o perioadă îndelungată de timp, de 28 de ani.
2. A constituit prima revistă ardeleană de valoare, prin conținutul și prin directiva ei progresistă. La doar un an de la apariție, „Foaia pentru minte, inimă și literatură“ se prezintă cititorilor săi, în condiții net superioare față de publicațiile similare precedente, având un conținut bogat, din mai multe domenii: cultură; filosofie și psihologie socială; politică internă și externă; educație și învățământ; filologie și lingvistică; literatură română sau străină; teatru; critică literară; folclor și etnografie; istorie; știință și religie.
3. „Foaia pentru minte, inimă și literatură“ a promovat literatura românească, în primul rând, pe cea a autorilor transilvăneni, dar a publicat și opere ale scriitorilor din Principatele Române. Însemnătatea beletristică a foii nu are doar un caracter provincial, ci unul general românesc. 
Era un obicei curent înainte, firesc în perioada incipientă a oricărei culturi. De altfel, între cele trei provincii românești a existat un schimb de influențe rodnice, de servicii reciproce, pe plan cultural. Cunoaștem astăzi, îndemnurile date de <Dimitrie> Cantemir și de cronicarii moldoveni corifeilor Școlii Ardelene. La rândul lor, aceștia îndeosebi Petru Maior, ulterior Gheorghe Lazăr au stimulat sufletele și mințile celor de peste Carpați, contribuind substanțial la înflorirea culturii în Muntenia și Moldova după 1830. 
4. A fost primul periodic românesc care s-a preocupat de creația folclorică. Încă de la început, din 1838, redacția publicației brașovene îndemna pe colaboratorii ei să adune cât mai multe și mai diverse creații populare. Ulterior, cele mai frumoase dintre acestea acestea au fost publicate. Ideea de a face cunoscute creațiile populare din toate zonele țării și a promova astfel patrimoniul popular, face parte din dezideratele revistei „Foii pentru minte, inimă și literatură“.
5. „Foaia pentru minte, inimă și literatură“ a promovat un grai apropiat de mase, cu dorința de a fi înțeleși rapid de românii din toate provinciile românești. „Foaia...“ spune redacția întrebuințează cuvinte din „toate dialecturile românimii“.
În perioada 1838-1848, „Foaia pentru minte, inimă și literatură“ a fost singura revistă care a susținut, în mod consecvent, pe o perioadă lungă de timp, ideea unității limbii românești. De altfel, împreună cu „Gazeta de Transilvania“ – a fost locul de întâlnire al intelectualității românești de pretutindeni.     
Periodicul brașovean a contribuit astfel la realizarea unei limbi literare, comune tuturor conaționalilor și la realizarea unității culturale românești. „Datorită influenței celorlalte naționalități conlocuitoare – a sârbilor din Banat, a maghiarilor în partea apuseană și nordică a Transilvaniei, graiul nostru începuse să fi denaturat, pe alocuri. Redacția se preocupă de această problemă și atrage atenția asupra importanței rezolvării ei. În orice caz, Foaia... a sprijinit, în mod substanțial, ridicarea nivelului limbii intelectualilor ardeleni ai epocii, ajutându-i să-și însușească un vocabular mai diversificat și mai evoluat. Progresul realizat se observă, an de an, dar cel mai bine reiese din compararea primelor numere ale Foii din 1838 cu cele din preajma Revoluției de la 1848. Diferența este impresionantă și constă într-o îmbunătățire constantă a limbii literare“, prin acceptarea de neologisme și expresivitatea și fluența exprimării artistice.      
6. A fost prima revistă ardeleană care a publicat pe lângă articole de popularizare și articole și studii științifice. Problemele de lingvistică și cele privitoare la evoluția istorică și culturală a poporului român au constituit o preocupare de bază a acestei reviste brașovene.
7. „Foaia pentru minte, inimă și literatură“ a exercitat o puternică influență educativă și culturală asupra publicului transilvănean. Prin publicarea unor articole sau studii filozofice, filologice, istoriografice, sociologice, din domeniul pedagogiei sau al științelor exacte, revista brașoveană oferea „un material de gândit, trezind spiritele [...] și ajutându-le să depășească acea amorțeală, acea „liniște a nepăsării“ – așa cum afirma Nicolae Iorga – ce cuprinsese Transilvania, în prima jumătate a secolului al XIX-lea“.
8. Împreună cu „Gazeta de Transilvania“, „Foaia pentru minte, inimă și literatură“ a fost conducătoarea opiniei publice românești din Transilvania. Ea a contribuit la opera de regenerare politică a ardelenilor, militând pentru afirmarea drepturilor elementare ale acestora. 
Datorită Gazetei... și Foii... revendicările din „Supplex Libellus Valachorum Transsilvaniae“ (Petiția Valahilor din Transilvania) au căpătat un caracter mobilizator și au devenit un ideal al păturilor largi.
În ceea ce privește problema iobăgiei, nimeni, înainte de cele două foi brașovene („Foaia pentru minte, inimă și literatură“ și „Gazeta de Transilvania“) nu s-a preocupat așa de intens și de detaliat de soarta iobagilor români din Transilvania.
9. În plan social, „Foaia pentru minte, inimă și literatură“ a avut o influență pozitivă nu numai asupra românilor din Transilvania, ci și asupra celor din Principate, prin interesul pe care îl arată situației țăranilor și îmbunătățirii statutului lor. 
În timpul Revoluției de la 1848, „Foaia pentru minte, inimă și literatură“  a tipărit tot ce era mai important (documente, memorii, comunicate) în legătură cu evoluția acesteia.
„Aproape trei sferturi din coloanele Foii... în 1848 conțineau material referitor – direct sau indirect – la revoluția din acest an; nu numai proclamații, informații și articole politice, dar și poezii cu caracter militant scrise de Dimitrie Bolintineanu, Vasile Alecsandri, Andrei Mureșeanu”. Nicolae Iorga remarcând acest spirit nou ce se desprindea, atunci, din paginile ei, afirma în mod sugestiv: „Revoluția pusese stăpânire pe literatură și poezia luase armele în mână.“